# 卡拉巴爾河
4°57′40″N 8°18′28″E / 4.960983°N 8.307724°E

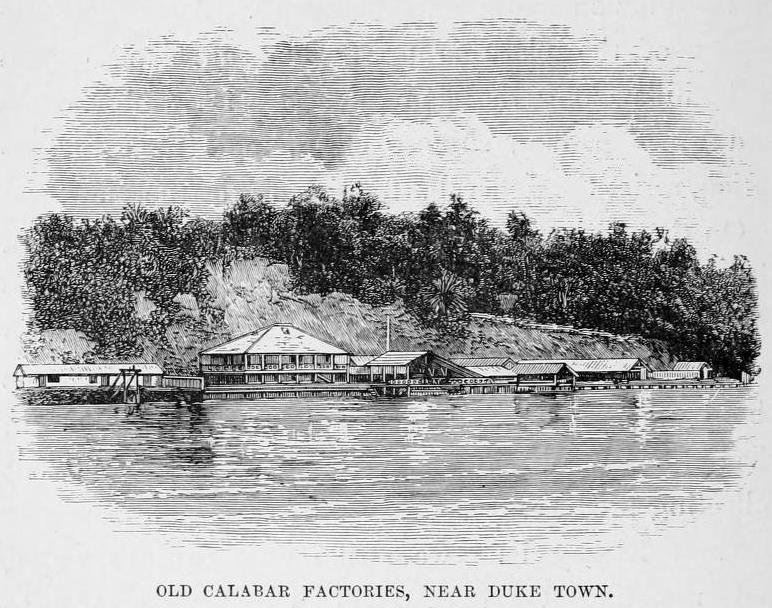

卡拉巴爾河是尼日利亞的河流，位於該國西南部克羅斯河州，屬於克羅斯河的支流，流經卡拉巴爾，河水污染情況嚴重。